# Березняк (Пензенская область)
Березня́к — посёлок Малосергиевского сельсовета Тамалинского района Пензенской области. На 1 января 2004 года — 7 хозяйств, 9 жителей.

## География
Посёлок расположен на юге Тамалинского района, в 1 км к востоку от села Варварино, на берегу пруда.

## История
По исследованиям историка — краеведа Полубоярова М. С., образован в 1926—1939 годы, в 50-х годах XX века базировалась бригада колхоза имени И. В. Мичурина. До 2010 года Березняк относился к Варваринскому сельсовету. Согласно Закону Пензенской области № 1992-ЗПО от 22 декабря 2010 года передан в Малосергиевский сельский совет.

## Численность населения
| год                | 1939 | 1959 | 1979 | 1989 | 1996 | 2004 |
| ------------------ | ---- | ---- | ---- | ---- | ---- | ---- |
| количество жителей | 93   | 51   | 38   | 20   | 22   | 9    |

## Улицы
- Березняк.